# 4 Tracks
Albums de AFX / LFO
Analord [EPs]
(2005) Hangable Auto Bulb [CD]
(2005)
Warp Records annonça la sortie de ce vinyle 4 Tracks EP (ou AFX/LFO EP) le 22 août 2005, mais ce vinyle (qui est devenu un « collector ») était disponible en pré-commande depuis le 5 août 2005 sur le site de Warp Records. Il s'agit d'un maxi split entre AFX et LFO contenant 2 morceaux de chaque artiste. Les deux faces du vinyle sont identifiées par les indications LFO Side et AFX Side. Il a été pressé à 2 000 exemplaires.
Nombreux ont cru que les morceaux 46 Analord-masplid, Naks 11 [Mono] faisaient partie de la série des Analord EPs, alors qu'il s'agit de nouveaux morceaux qui n'ont rien à voir avec cette série d'EPs.
Un morceau de chaque face de ce disque a été intégré à la bande originale du jeu vidéo WipEout Pure (Flu Shot et Naks Acid) sorti en 2005, sur le label Distinct'ive Records.
Remarque : Le premier single sous le pseudo « AFX » est sorti chez Warp Records, tandis que sous son pseudo définitif « Aphex Twin », le premier single est sorti chez Rephlex Records pour un EP de la série des Analord EPs. Sans compter la compilation We Are Reasonable People sortie en 1998 chez Warp Records, où Squarepusher a composé avec AFX le morceau Freeman, Hardy & Willis Acid.

## Liste des morceaux
Face LFO
1. Flu Shot [Kringlan] — (3:49)
2. Pathfinder — (5:12)
Face AFX
1. 46 Analord-masplid — (4:41)
2. Naks 11 [Mono] — (2:56)

## Fiche
- Label : Warp Records
- Catalogue : WAP 195
- Format : 12" (vinyle)
- Pays : Angleterre
- Sortie : 22 août 2005
- Genre : Musique électronique
- Style : IDM, Acid house
- Note : Exclusivité de Warpmart. Limité à 2 000 exemplaires.